# Collection of Dried Plants
Collection of Dried Plants (abreviado Coll. Dried Pl. Auth. Linn. Herb.) es un libro con ilustraciones y descripciones botánicas que fue escrito por el botánico, colector y micólogo escocés James Dickson y publicado en 4 fascículos en los años 1789 a 1791 con el nombre de Collection of Dried Plants, Named on the Authority of the Linnaean Herbarium and Other Original Collections.